# Dům čp. 299 (Štramberk)
Dům čp. 299 stojí na ulici Horní Bašta ve Štramberku v okrese Nový Jičín. Roubený dům byl postaven na začátku 19. století. Byl zapsán do Ústředního seznamu kulturních památek ČR před rokem 1988 a je součástí městské památkové rezervace.

## Historie
Podle urbáře z roku 1558 bylo na náměstí postaveno původně 22 domů s dřevěným podloubím, kterým bylo přiznáno šenkovní právo, a sedm usedlých na předměstí. Uprostřed náměstí stál pivovar. V roce 1614 je uváděno 28 hospodářů, fara, kostel, škola a za hradbami 19 domů. Za panování jezuitů bylo v roce 1656 uváděno 53 domů. První zděný dům čp. 10 byl postaven na náměstí v roce 1799. V roce 1855 postihl Štramberk požár, při němž shořelo na 40 domů a dvě stodoly. V třicátých letech 19. století stálo nedaleko náměstí ještě dvanáct dřevěných domů.
Původní roubený dům čp. 299 byl postaven na začátku 19. století, je vsazen do svahu. Dům byl v polovině 20. století upravován. Objekt je příkladem původní předměstské zástavby ve Štramberku.

## Stavební podoba
Dům je přízemní roubená stavba na obdélném půdorysu, je orientovaná štítovou stranou do ulice. Dispozice je dvojdílná, kterou tvoří jizba a síň. Stavba je roubená z tesaných trámů. Je postavena na vysoké kamenné podezdívce, která vyrovnává svahovou nerovnost. Dům je podsklepen se vstupem z ulice. Štítové průčelí je dvouosé. Štíty jsou trojúhelníkové svisle bedněné s laťováním, s oknem a s podlomenicí v patě štítu. Vchod je v severovýchodním průčelí přes zděné zádveří. Sedlová střecha je krytá plechem. U jihozápadního průčelí je přistavek.